# 何元春
何元春（?—?）字蔼臣，北京人，中华民国北京政府时期陆军少将。

## 生平
何元春毕业于保定陆军学堂第一期速成科，曾任吉林都督府参谋长、河南督军署参谋长。他还曾任察哈爾都統署參謀長兼軍務處長。